# تمساح آمریکایی
تمساح آمریکایی (نام علمی: Crocodylus acutus) نام یک گونه از سرده گاندوها است. این تمساح در آب می تواند با سرعت ۳۲ کیلومتر بر ساعت شنا کند و به جانوران گیاه‌خوار که مشغول آب خوردن هستند، حمله کند. تمساح آمریکایی شناگر بسیار ماهری است چرا که در آب خیلی سریع حرکت و در خشکی بسیار کند حرکت می کند.

## نگارخانه

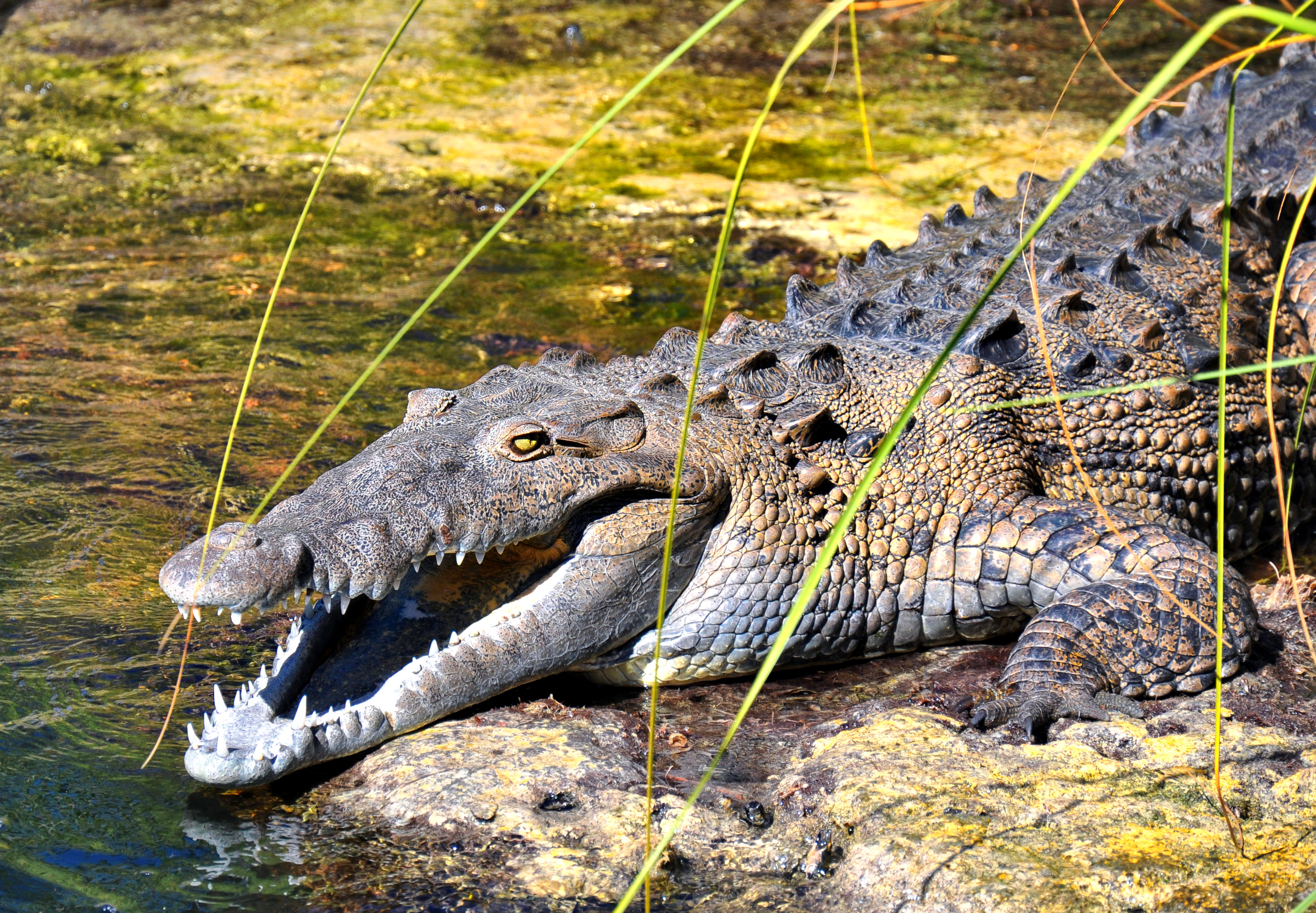
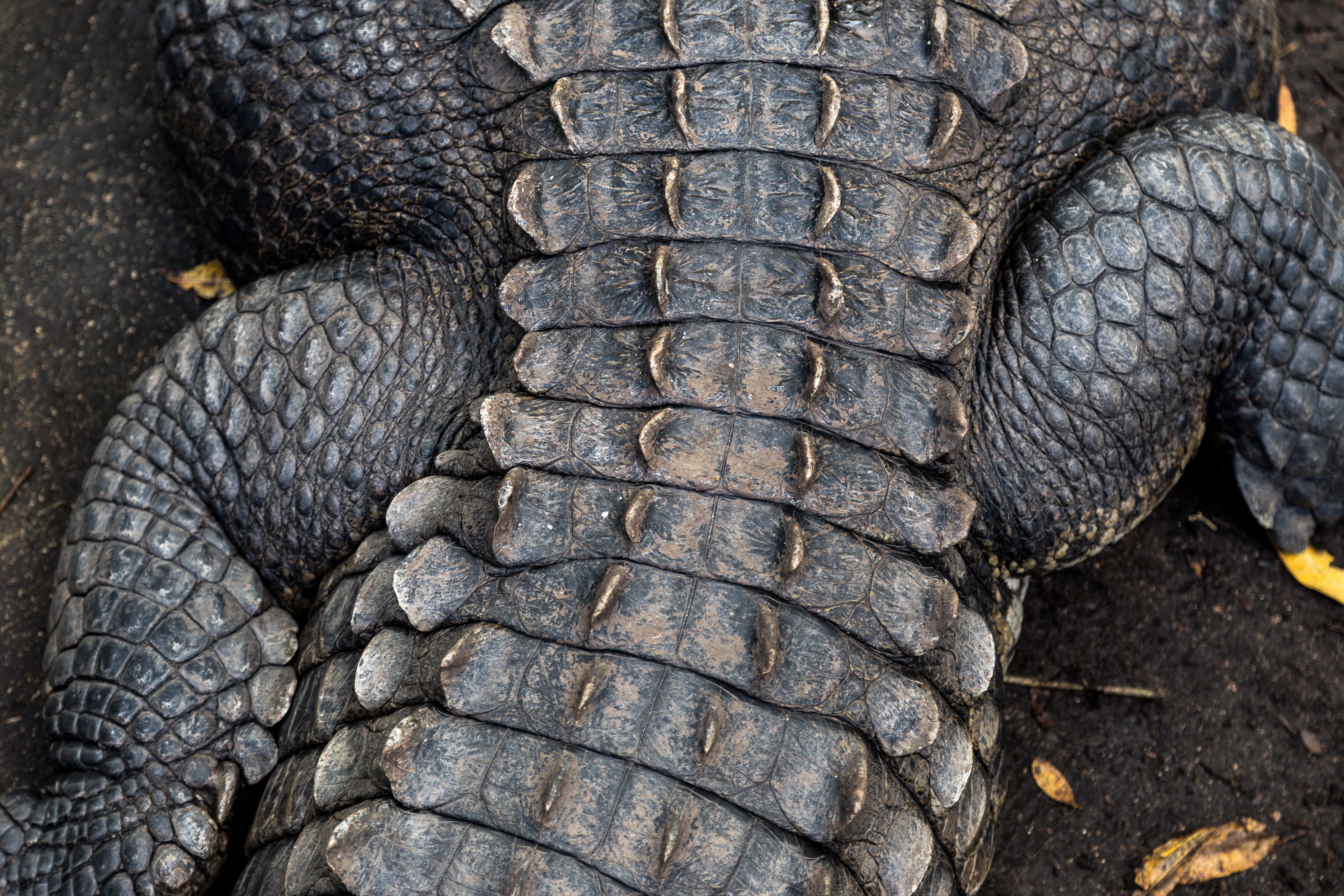
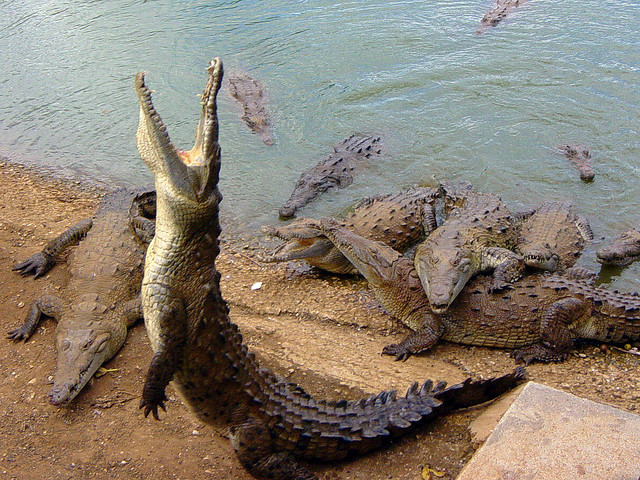
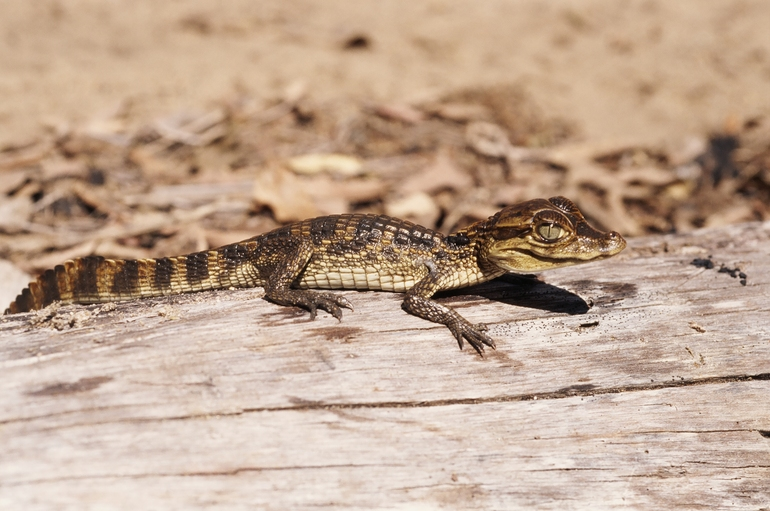